# Битва при Бон-ла-Ролан
Битва при Бон-ла-Ролан состоялась 28 ноября 1870 года во время Франко-прусской войны 1870—1871 годов.

## Перед сражением
В ожидании наступления вспомогательной Луарской армии Ореля де Паладина, для снятия с Парижа осады и по неизвестности направления, которое ей для того будет избрано, принц Фридрих-Карл полагал сначала, что Орель направится к Парижу по дороге из Орлеана. Прусская 2-й армия под командованием принца Фридриха-Карла занимала 27 ноября растянутое расположение от Тура до Монтаржи. Однако после боя у Ладона, занятия сильным французским отрядом Монтаржи и перехвата пруссаками письма Гамбетты, возникло новое предположение относительно направления ожидаемого наступления Луарской армии: не будет ли оно произведено по долине реки Лоенг. Ha самом же деле Гамбетта полагал его исполнить в направлении к Питивье—Бомон—Фонтенебло.
В виду приведённого выше предположения, принц Фридрих-Карл приказал армии сосредоточиться влево, причём на 10-й корпус генерала Фойгтс-Ретца возлагалось удержание долины pеки Лоенг. Для связи же его с остальными войсками, у Дадонвиля должна была расположиться 5-я дивизия 3-го корпуса.
Назначенное на 28 ноября перемещение влево 10-го корпуса не могло быть исполнено, так как в этот день он был атакован 18-м и 20-м французскими корпусами, которым предписывалось, вытеснив пруссаков из Бон-ла-Ролана и заняв этот пункт, примкнуть к правому флангу Луарской армии. Для связи последней с 18-м и 20-м корпусами, была выдвинута сильная дивизия (25 000 человек) к Шильер-о-Буа.

## Ход сражения
Уже ранним утром передовые разъезды французов у деревни Фусерив наткнулись на линию сторожевого охранения прусской 29-й пехотной бригады. Оказав некоторое сопротивление прусские посты к 9:00 отошли к Ле-Котэль. Несколько позже к Ле-Котэлю подошёл 56-й пехотный полк Валентини и в свою очередь атаковал французов в направлении на Жюранвиль, причём сумел захватить 300 пленных. После того, как к французам на этом участке подошли подкрепления, Валентини отступил к Лонкур, потеряв около 50 человек пленными и одно орудие.
Около 11:00, после ряда стычек между передовыми войсками, Фойхтс-Ретц сосредоточил свой крайне слабого состава корпус (17 батальонов, 8500 человек, 1200 кавалерии и 70 орудий) на позиции Бон-ла-Ролан—Лонкур.
В 12:00 французский 20-й корпус генерала Круза атаковал главные силы пруссаков. Справа, со стороны Ладона, его должен был поддержать 18-й корпус генерала Бийо. После весьма упорного боя, Бийо удалось занять передовые пункты на позиции прусского 10-го корпуса (Жюранвиль и Лорсей), но от дальнейшего обхода позиции Фойгт-Ретцa в этом направлении он вынужден был отказаться из-за удачного перехода в контрнаступление левого фланга пруссаков.
Бийо с своим корпусом принял влево, полагая обойти правый фланг Фойгтс-Ретца, что ему и удалось, так как обходные колонны перешли уже дорогу из Питивье к Бон-ла-Ролану и вынудили к отступлению по дороге на Питивье прусскую кавалерийскую дивизию, связывавшую 10-й корпус с прочими войсками, чем окончательно изолировали 16-й пехотный полк, защищавший Бон-ла-Ролан.
Город, с остатками окружавшей его высокой каменной стены и кладбищем был, насколько возможно, приспособлен к обороне. Когда первые атаки густых стрелковых цепей были пруссаками отражены, французы приступили к артиллерийскому обстрелу города. Их гранаты пробили стену кладбища и зажгли некоторые здания, но и после этого попытки штурма были отбиты.
Минута была критическая, войска Фойгтс-Ретца были выбиты почти со всех позиций и растянулись в одну тонкую боевую линию, резерва вовсе не было.
Ещё в 14:00 принц Фридрих-Карл приказал командиру 3-го корпуса генералу Альвенслебену, спешить с 5-й пехотной дивизией Штюльпнагеля и кавалерийской дививизией, через Барвиль, на помощь 10-му корпусу и направить эти войска во фланг и тыл обходным колоннам французов.
Однако, первые известия из Бон-ла-Ролана вызывали так мало беспокойства, что корпусная артиллерия опять стала по квартирам. Но когда усилившаяся канонада и позднейшие донесения заставили предполагать серьёзный бой, то генерал Альвенслебен приказал корпусу перейти в наступление, которое, впрочем, генерал Штюльпнагель с 5-й дивизией уже начал по собственной инициативе. За ним последовала 6-я дивизия, выслав один батальон для наблюдения против Курселя, откуда, однако, добровольческий отряд Кателино ничего не предпринимал.
Часть 52-го пехотного полка, шедшая в голове колонны, повернула вправо и, поддержанная артиллерией, в 16:30 начала бой против Арконвиля и Батильи. Другая часть проникла в Буа-де-ла-Ле и в кусты у Ля-Пьер-Персэ, где было отбито потерянное раньше орудие. Четыре батареи, расположившиеся у дороги из Питивье, позади Фос-де-Пре, направили свой огонь против неприятеля, стоявшего на западной окраине Бон-лаРолана; затем французы были совершенно изгнаны 12-м пехотным полком, преследовавшим его до Мон-Баруа.
Неожиданно атакованные во фланг, обходные колонны французов отступили к Буа-Комен и Беллегард и бой, продолжавшийся 8 часов, прекратился на всей линии.

## Итоги сражения
Потеря немцев по официальным данным — 32 офицера и 919 нижних чинов. Убыль французов с точностью не определена; они сами считают её в 2800 человек. Мольтке приводит следующие цифры: пруссаки потеряли 900 убитыми и ранеными и 50 пленными, французы — 1300 убитыми и ранеными и 1800 пленными. Среди погибших французов был и известный художник Фредерик Базиль.
Несмотря на поражение двух французских корпусов у Бон-ла-Ролана, они продолжали держаться по восточную сторону орлеанского леса до реки Луары вплоть до 3 декабря, когда развитие наступление немцев на запад от орлеанского леса вынудило их к оставлению этой позиции.
Поражение французов при Бон-ла-Ролане, весьма чувствительное для них в материальном отношении, было особенно чувствительно в моральном: 18-й и 20-й корпуса, в первый раз участвовавшие в бою, долгое время оставались под гнетом понесённого ими поражения и не смогли впоследствии оказать должного содействия прочим войскам в боях под Орлеаном, непосредственно следовавшим за этим сражением.